# Machimus tenebrosus
Machimus tenebrosus là một loài ruồi trong họ Asilidae. Machimus tenebrosus được Williston miêu tả năm 1901. Loài này phân bố ở vùng Tân nhiệt đới và Tân Bắc giới.